# The Paradons
The Paradons waren eine US-amerikanische Vokalgruppe im Stil des Doo Wop der frühen 1960er Jahre.

## Geschichte
Das Quartett wurde 1959 in Bakersfield im Staat Kalifornien gegründet. Im Jahr 1960 erhielten sie einen Plattenvertrag mit Milestone Records und nahmen acht Songs auf. Ihre erste Veröffentlichung mit dem Titel Diamonds and Pearls erreichte Platz 27 in den Black Singles Charts und Platz 18 in den Billboard Hot 100. Die Gruppe trat u. a. bei American Bandstand und im Apollo-Theater auf. Das Quartett löste sich im Jahr 1960 aufgrund von finanziellen Streitigkeiten auf.

## Diskografie
- 1960: Diamonds And Pearls
- 1960: Bells Ring